# Chrysobothris discicollis
Chrysobothris discicollis es una especie de escarabajo del género Chrysobothris, familia Buprestidae. Fue descrita científicamente por Saunders en 1867.